# Thomas Townsend
Thomas Townsend Brown (Zanesville, 18 marzo 1905 – Avalon, 21 ottobre 1985) è stato un fisico statunitense.

## Biografia
Nacque a Zanesville, Ohio; i suoi genitori erano Lewis K. e Mary Townsen Brown. Nel 1921, Brown scoprì quello che più tardi venne chiamato effetto Biefeld-Brown, mentre stava sperimentando a un tubo a Raggi X insieme a William Coolidge. In questo tubo in cui si è realizzato il vuoto atmosferico sono posti due elettrodi asimmetrici. Brown notò che vi era una forza esercitata dal tubo nel momento in cui era connesso ad una sorgente ad alto voltaggio. Questa forza non era prodotta dai raggi X, ma da questo nuovo effetto. Più tardi, nel 1923, collaborò con Paul Alfred Biefeld alla Denison University in Granville (Ohio). Iniziò la carriera militare e venne coinvolto in diversi progetti scientifici.
Nel 1939 si unì alla marina Americana (U.S. Navy), e condusse fondamentali ricerche sull'elettromagnetismo, sulle radiazioni, spettroscopia, sulla gravità, e altre materie. Più tardi lavorò con Glenn L. Martin, e successivamente per l'NDRC, il National Defense Research Commitee, e per l'Office of Scientific Research and Development, diretto a quel tempo dal Dr. Vannevar Bush. Dopo il 1944 lavorò come consulente della Lockheed-Vega Aircraft Corporation.

### Gli ultimi anni
Nel 1955, Brown si trasferì in Gran Bretagna, e poi in Francia dove lavorò per la Société Nationale de Construction Aéronautique du Sud Ouest, la SNCASO. Nel 1956, la rivista Interavia riferì che Brown aveva fatto progressi sostanziali nel campo dell'antigravità e nella ricerca sulla propulsione elettrogravitica. Diverse compagnie aeree di punta erano coinvolte in tali ricerche, ricerca che fu definito "riservata", a partire dal 1957. Altri invece sostengono che le ricerche di Brown giunsero ad un vicolo cieco, per cui perse i finanziamenti. Si pensa che gli effetti della sua scoperta sono stati verificati da altri scienziati. I lavori di Brown sono considerati controversi, in quanto avrebbero potuto dimostrare, ed anche lui era convinto in questo, l'esistenza e il modus operandi degli UFO.   
Brown fu uno dei primi investigatori in campo ufologico e nel 1956 prestò consulenza presso il NICAP, ma si dimise dopo poco tempo, anche se tale organizzazione civile era molto influente nel settore ufologico. L'attività dell'organizzazione attirò l'attenzione della CIA e diversi alti ufficiali si unirono al gruppo. La pubblicità alle sue ricerche, un dispositivo a propulsione ionica, semplicemente definito lifter,  spinse diversi dilettanti ed appassionati in tentativi di replicazione; divenne un vero e proprio esercizio popolare.

## Riferimenti e articoli esterni
Brevetti
- GB300311 Archiviato il 22 maggio 2003 in Internet Archive. - Un metodo e apparati o macchine per la produzione di forza o moto

(approvato 1928-11-15)
- (EN)  US1974483, United States Patent and Trademark Office, Stati Uniti d'America. - "Motore Elettrostatico" (1934-09-25)
- (EN)  US2949550, United States Patent and Trademark Office, Stati Uniti d'America. - Apparato Elettrocinetico (1960-08-16)
- (EN)  US3018394, United States Patent and Trademark Office, Stati Uniti d'America. - Trasduttore Elettrocinetico (1962-01-23)
- (EN)  US3022430, United States Patent and Trademark Office, Stati Uniti d'America. - Generatore Electtocinetico(1962-02-20)
- (EN)  US3187206, United States Patent and Trademark Office, Stati Uniti d'America. - "Apparato Elettromagnetico " (1965-06-01)
- (EN)  US3196296, United States Patent and Trademark Office, Stati Uniti d'America. - Generatore Electtrico (1965-07-20)

Informazioni generali
- UFO How-To Volume II - Elettrogravitica contiene i brevetti di Brown, il prospetto del Progetto Winterhaven, e altri lavori nel campo dei sistemi a propulsione elettrocinetica / elettrogravitica www.ufohowto.com
- Verso il Volo privo di Stress, Sforzi ... o Pesi, Interavia, Vol. XI, No. 5, 1956, pp. 373-374.
- Cook, Nick, La Caccia al Punto Zero, New York: Broadway Books, 2001.
- Dolan, Richard M., UFOs and the National Security State, Charlottesville, VA: Hampton Roads, 2002, pp. 174-175.
- Hansen, Terry, I Tempi Mancanti : la complicità dei nuovi medi all'Ufo Cover-up, Xlibris, 2000, pp. 180-181.

Siti web
- The Legacy of T. Townsend Brown New portal and forum Maintained by MidValley Hosting.
- Official Townsend Brown Technology Site(authorized by the Townsend Brown family). Maintained by Qualight, L.L.C.
- . Maintained by Paul Schatzkin, author of "Defying Gravity: The Parallel Universe of T. Townsend Brown."
- www.ufohowto.com Maintained by Luke "Lucky" Fortune, author of the encyclopedic "UFO How-To" series.
- https://web.archive.org/web/20091028003832/http://www.vakuumenergie.de/contact/marcus_reid_en.html